# Aisonia
Aisonia (Grieks: Αισωνία) is een deelgemeente (dimotiki enotita) van de fusiegemeente (dimos) Volos, in de Griekse bestuurlijke regio (periferia) Thessalië.
Aisonia ligt in het voormalige departement Magnesia. De deelgemeente telt 3031 inwoners. De hoofdplaats van de deelgemeente lag in Dimini.

## Bestuurlijke indeling
De volgende plaatsen liggen in de deelgemeente Aisonia:
- Dimini
  - Kakkavos (verlaten)
  - Paliouri (Παλιούρι) [2001 (inw.): 16]
- Sesklo
  - Chrysi Akti Panagias